# Willem Petri
Wilhelm (Willem) Petri (Utrecht, 7 de gener, 1865 – idem., 10 d'agost, 1950), va ser un violoncel·lista, organista, pianista i educador musical neerlandès.

## Biografia
Era fill del compositor Wilhelm Petri i d'Elisabeth Blanken. Els seus germans Henri i Martinus Petri també van treballar en la música. Es va casar amb Amalie Caroline Charlotte Stöver; després de la seva mort, es va tornar a casar amb Catharina Maria Posthuma.
Va rebre les seves primeres lliçons de música del seu pare, un oboista de l'Orquestra Municipal d'Utrecht. A l'Escola de Música d'Utrecht, els seus professors van ser el seu germà Martinus (piano), Rijk Hol (orgue i teoria musical) i Antoon Bouman (violoncel). El 1863, va començar la seva carrera com a organista a la Buurkerk, després a partir del 1888 a la Nicolaïkerk i a partir del 1892 a l'Església Remonstrant, tots a Utrecht. Va ocupar aquest darrer càrrec fins al 1947. A partir del 1886, també va ensenyar piano, teoria musical i violoncel al conservatori/escola de música d'Utrecht, on també va exercir de subdirector durant un temps. També va treballar a l'escola de música de la Societat per a la Promoció de la Música a Amersfoort. Entre els alumnes de Wilhelm Petri hi havia Johann Wagenaar, Jakob van Domselaer i Hennie Schouten. Durant aquest període també va oferir concerts en solitari com a violoncel·lista i organista, inclòs al Concertgebouw: el 12 d'abril de 1896, Willem Mengelberg va dirigir Petri i l'Orquestra del Concertgebouw en el Concert per a orgue núm. 2 en sol menor (opus 177) de Joseph Rheinberger.
Petri és conegut pels seus estudis per a orgue i piano. Va escriure, entre altres obres, "Exercicis per a principiants en la interpretació del piano" (2 volums, nombroses reimpressions) i "Escales per a organistes". Diverses de les seves composicions per a orgue han sobreviscut, incloent-hi diversos arranjaments corals. Va contribuir al "Liederboek van Groot-Nederlands" (Gran Cançoner Holandès) de Frits Coers.